# Джарайский язык
Джарайский язык (вьет. Gia Rai) — чамский язык, на котором говорит народ зярай. Распространён во Вьетнаме (провинции Зялай, Контум и Биньдинь, в меньшей степени Даклак, всего 242 тыс. носителей) и в Камбодже (провинция Ратанакири, 20,8 тыс. носителей).

## Письменность
Письменность на основе латинского алфавита создана французскими миссионерами в начале XX века. Эта письменность используется преимущественно во Вьетнаме и включает следующие буквы: A a, Ă ă, Â â, B b, Ƀ ƀ, Č č, D d, Đ đ, E e, Ĕ ĕ, Ê ê, Ê̆ ê̆, G g, H h, I i, Ĭ ĭ, J j, Dj dj, K k, L l, M m, N n, Ñ ñ, Ng ng, O o, Ŏ ŏ, Ô ô, Ô̆ ô̆, Ơ ơ, Ơ̆ ơ̆, P p, R r, S s, T t, U u, Ŭ ŭ, Ư ư, Ư̆ ư̆, W w, Y y. В Камбодже в начале XXI века для джарайского языка была создана письменность на основе кхмерского алфавита.